# Clara Maffei

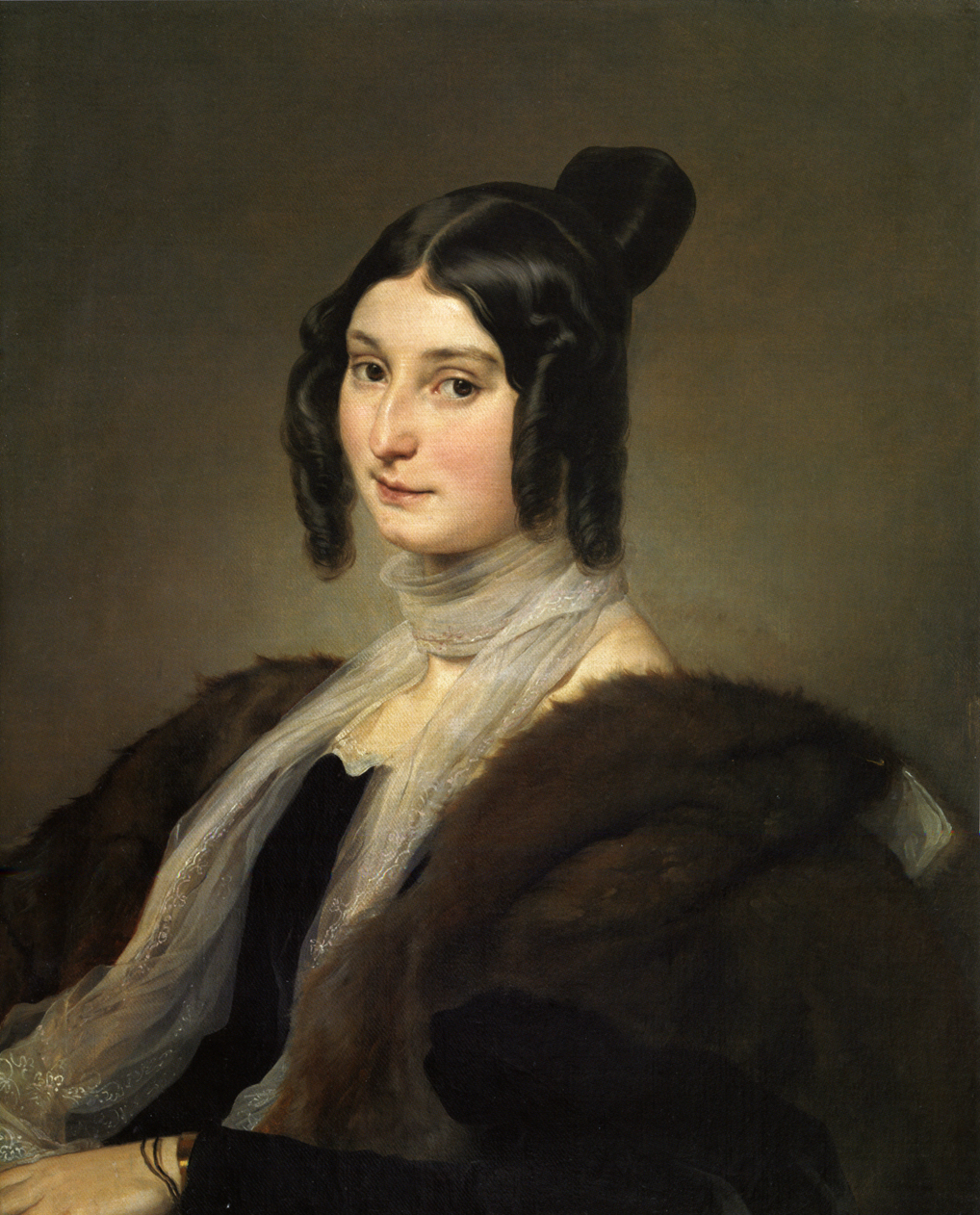
Francesco Hayez, Ritratto di Clara Maffei

Elena Chiara Maria Antonia Carrara Spinelli (Bergamo, 13 marzo 1814 – Milano, 13 luglio 1886) è stata una patriota e mecenate italiana, meglio nota come Clara, Chiara o Chiarina Maffei, dal cognome del marito, il nobile Andrea Maffei.

## Biografia

### Origini familiari e primi anni
Clara nacque - figlia unica - da genitori appartenenti a due famiglie aristocratiche in un palazzo di via Arena, a Bergamo Alta. Il padre, Giovanni Battista Carrara-Spinelli, discendeva dai Carrara di Bergamo, e più nello specifico dai Carrara-Spinelli di Clusone, cui spettò a partire dal 1721 il titolo di conte. Precettore privato presso case illustri, come quella della duchessa Camilla Litta Visconti-Arese, fu tra i contemporanei tragediografo e poeta di una certa fama, fedele ai modelli alfieriano, pariniano e fantoniano.

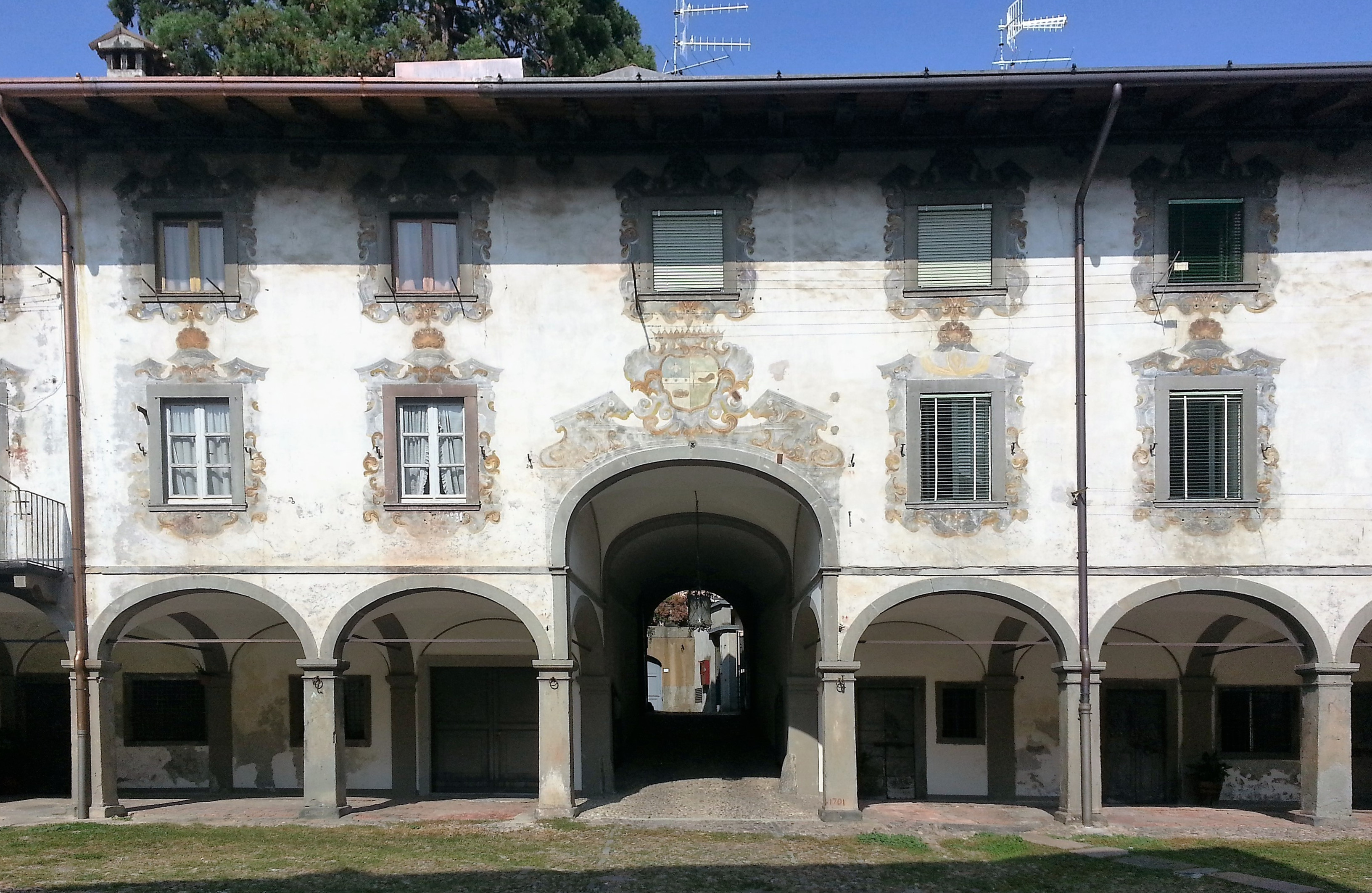
Affreschi sulla parete a est del palazzo Carrara Spinelli di Clusone

La madre Ottavia Gàmbara vantava tra i propri antenati personaggi di chiara fama quali la cinquecentesca poetessa Veronica Gàmbara, due cardinali e la beata Gàmbara Costa. La famiglia aveva il proprio feudo a Pralboino - nel bresciano -, nel cui castello abitò il famigerato Alemanno Gàmbara, controversa figura di signorotto mandante di furti e efferati delitti cui univa opere di bene per i bisognosi.
Chiarina, come veniva chiamata da piccola, fu battezzata con questo nome in onore della nonna materna Chiara Trinali, poetessa di ispirazione vittorelliana. L'atto di battesimo reca la data di nascita del 13 marzo 1814, e fu redatto nella parrocchia di Sant'Agata nel Carmine.
Quando Clara aveva nove anni, la madre abbandonò la casa per andare a vivere con un altro uomo, e il conte decise di trasferirsi a Milano per evitare i pettegolezzi. Ottavia affidò la figlia alla contessa Mosconi a Verona. Nella città scaligera Clara studiò al Collegio degli Angeli e strinse una forte e imperitura amicizia con la figlia della contessa, Teresa Mosconi, di sei anni più grande. Furono i racconti dell'amica, che riferiva le conversazioni materne con alcuni fra i maggiori letterati del tempo (come Vincenzo Monti o Ippolito Pindemonte), ad accendere per la prima volta nella fanciulla il desiderio di intrattenersi in futuro con personalità eminenti nel campo della poesia.
Clara sviluppò una sorta di adorazione per la madre, che ogni tanto veniva a trovarla, dimostrando quindi di non nutrire alcun rancore per la sua condotta. Ottavia però presto morì.

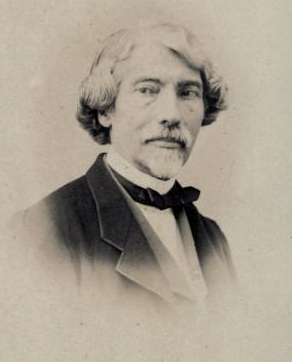
Andrea Maffei

### Il matrimonio e la nascita del salotto
Dopo la morte della madre, Clara si trasferì a Milano per completare gli studi, e qui sposò il 10 marzo 1832 Andrea Maffei, avvenente poeta trentino molto conosciuto in città e in particolare negli ambienti mondani, di sedici anni più anziano. Maffei apparteneva a una famiglia il cui rango nobiliare era inferiore rispetto a quello dei Carrara Spinelli, potendosi fregiare "soltanto" del titolo di cavaliere del Sacro Romano Impero. Le nozze fecero quindi decadere la moglie dal titolo di contessa, anche se in società tutti avrebbero continuato a ritenerla tale. Il matrimonio, lontano dalle luci della ribalta, fu celebrato nella chiesa di Santa Maria alla Porta.
I due andarono ad abitare in via Tre Monasteri (poi via del Monte di Pietà), e Andrea - secondo quanto riferito a posteriori da Raffaello Barbiera (il cui volume sul salotto uscirà in prima edizione solo nel 1895) - non tardò a trascurare la gracile e fedele moglie per i salotti, i caffè e altre donne, anche se la nascita di una figlia parve cementare, momentaneamente, il loro rapporto. Le fu dato nome Ottavia, come la madre di Clara, ma morì appena nove mesi dopo la nascita, gettando la contessa in uno stato di profondo sconforto.
Il marito fece allora convenire nella propria casa alcuni poeti e intellettuali in voga nel tentativo di consolarla. Tommaso Grossi e Massimo d'Azeglio erano i frequentatori più assidui, e rimasero ben presto affascinati dalla delicatezza della contessina, come Clara continuava a essere chiamata in ragione della giovane età. Furono loro a costituire il nucleo originario del salotto Maffei, destinato in breve tempo a ergersi a punto di ritrovo per i patrioti della città.
La prima fase fu però quasi esclusivamente artistica. Il pittore veneziano Francesco Hayez frequentava quotidianamente la casa dopo il lavoro nello studio, verso sera, trovando nella conversazione numerosi spunti per le proprie opere. Nel 1835 regalò alla contessa la tela Valenza Gradenigo davanti al padre inquisitore, che figurò da lì in poi in primo piano in tutte le dimore in cui Clara abitò.
In breve tempo la fama del salotto si diffuse in tutta la città e anche fuori dai confini meneghini. Il merito, oltre alle tante relazioni intellettuali di Andrea,  era in buona parte di Clara: l'amabilità con cui teneva assieme la conversazione la rese amata da tutti. Discreta e intelligente, faceva sempre in modo che ogni ospite si trovasse a proprio agio, prodigando di volta in volta le maggiori cure a chi ne avesse più bisogno, sacrificando la propria centralità per il bene collettivo. Aveva scoperto il suo talento naturale, quello di ricevere: «Nessuna ostentazione, nessuna posa, nessuno sforzo in lei: sembrava nata per ricevere, per guidare una conversazione, per annientare abilmente, nel calore delle discussioni, gli attriti».
Avvertita nel febbraio 1837 dall'amica Fanny Sanseverino Porcìa dell'arrivo di Honoré de Balzac a Milano, lo accolse con tutti gli onori nella propria casa. Quello con il romanziere francese fu un rapporto particolare. Lui ne fu come ipnotizzato, sin dal primo incontro: «Avrei dato dieci anni della mia vita per essere amato da lei per tre mesi. Eppure a quell'epoca della mia vita io avevo già viaggiato molto, avevo vissuto con donne di quasi tutti i paesi dell'Europa. Ma nessuna aveva prodotto su di me un'impressione altrettanto viva, profonda, istantanea», scriverà.
Balzac entrò a far parte della cerchia degli intimi, di coloro, cioè, che erano ammessi nel salotto anche nelle ore mattutine, in un contesto del tutto informale. Quando lasciava Milano per andare a visitare altre città dell'Italia settentrionale, non mancava di riportare le proprie impressioni in tenere missive alla «piccola Maffei», tanto da suscitare anche la gelosia del marito. La corrispondenza non cessò nemmeno con il ritorno in Francia del grande scrittore. Balzac le dedicherà più avanti il racconto La Fausse Maîtresse, testo volto a celebrare i valori dell'amicizia, in cui Clara è riconoscibile nel personaggio della contessa Clémentine.

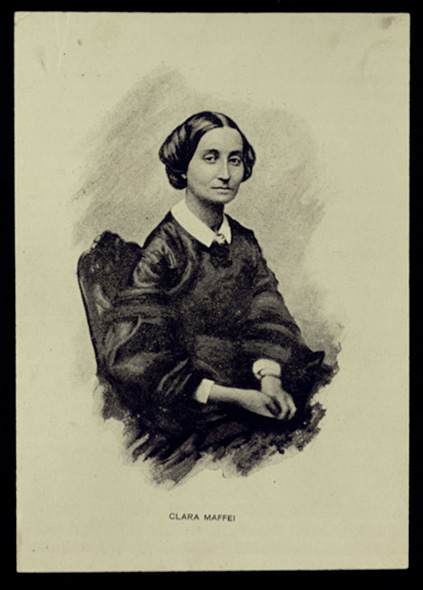
Ritratto di Clara Maffei, salottiera (1814-1886).
Archivio Storico Ricordi

Il 1838 la vide dar prova di alcune caratteristiche precise, fra cui l'anticonformismo di derivazione materna e il desiderio di dar lustro alla propria casa attraverso personaggi di grande notorietà. Pur rifuggendo da ogni forma di frivolezza, le molte letture avevano determinato in lei fantasticherie e un debole per le persone di fama, ascrivibile anche alla giovane età. Pertanto, quando il compositore ungherese Franz Liszt raggiunse la città in compagnia dell'amante incinta (la contessa Marie d'Agoult, che aveva lasciato per lui marito e figli), non si fece scrupolo: lo accolse nella propria casa, mentre molti a Milano rifiutavano di ricevere la coppia "illegittima". Liszt era piuttosto borioso, ma non poté - nemmeno lui - sfuggire al fascino che la delicata nobildonna suscitava, tanto che nell'Album degli ospiti rivelò di averla subito distinta dalle molte salonnières frivole e vacue.
Altra data cruciale fu il 1842. Un giovane compositore parmigiano si prendeva la rivincita alla Scala, mettendo in scena il 9 marzo il Nabucco e riscuotendo un successo trionfale dallo stesso pubblico che l'anno precedente lo aveva sommerso di fischi alla rappresentazione dell'opera buffa Un giorno di regno, incurante del fatto che il musicista avesse appena perso la moglie e due figli. Il Nabucco aprì le porte di una carriera straordinaria e decretò immancabilmente un nuovo ingresso in casa Maffei: quello di Giuseppe Verdi.
Il massimo compositore italiano del secondo Ottocento diventò un frequentatore assiduo della casa e, entrato in intima amicizia sia con Clara che con Andrea, svolse un'importante funzione di mediatore quando, nel giro di poco tempo, il matrimonio naufragò, sostenendo entrambi con la sua vicinanza umana in un momento così difficile.
Il rapporto tra i coniugi Maffei era ormai da tempo compromesso; lei, che aveva all'inizio fortemente idealizzato il marito e l'idea stessa del matrimonio, dovette essere bruscamente ricondotta alla realtà già nei primi mesi di vita nuziale. Emblematico l'episodio - narrato sempre dal Barbiera - di quando, condotta da Andrea a una festa in casa della nobildonna Fulvia Scotti, avrebbe aspettato invano che il poeta tornasse a prenderla, poiché altri impegni avevano fatto che si dimenticasse della moglie.
Anche dopo la morte della piccola Ottavia, per quanto il coniuge si prodigasse in attenzioni per alleviare il dolore di Clara dedicandole anche alcune tenere poesie, l'habitué della vita mondana milanese non tardò a riprendere le vecchie abitudini e a trascurare la consorte. 

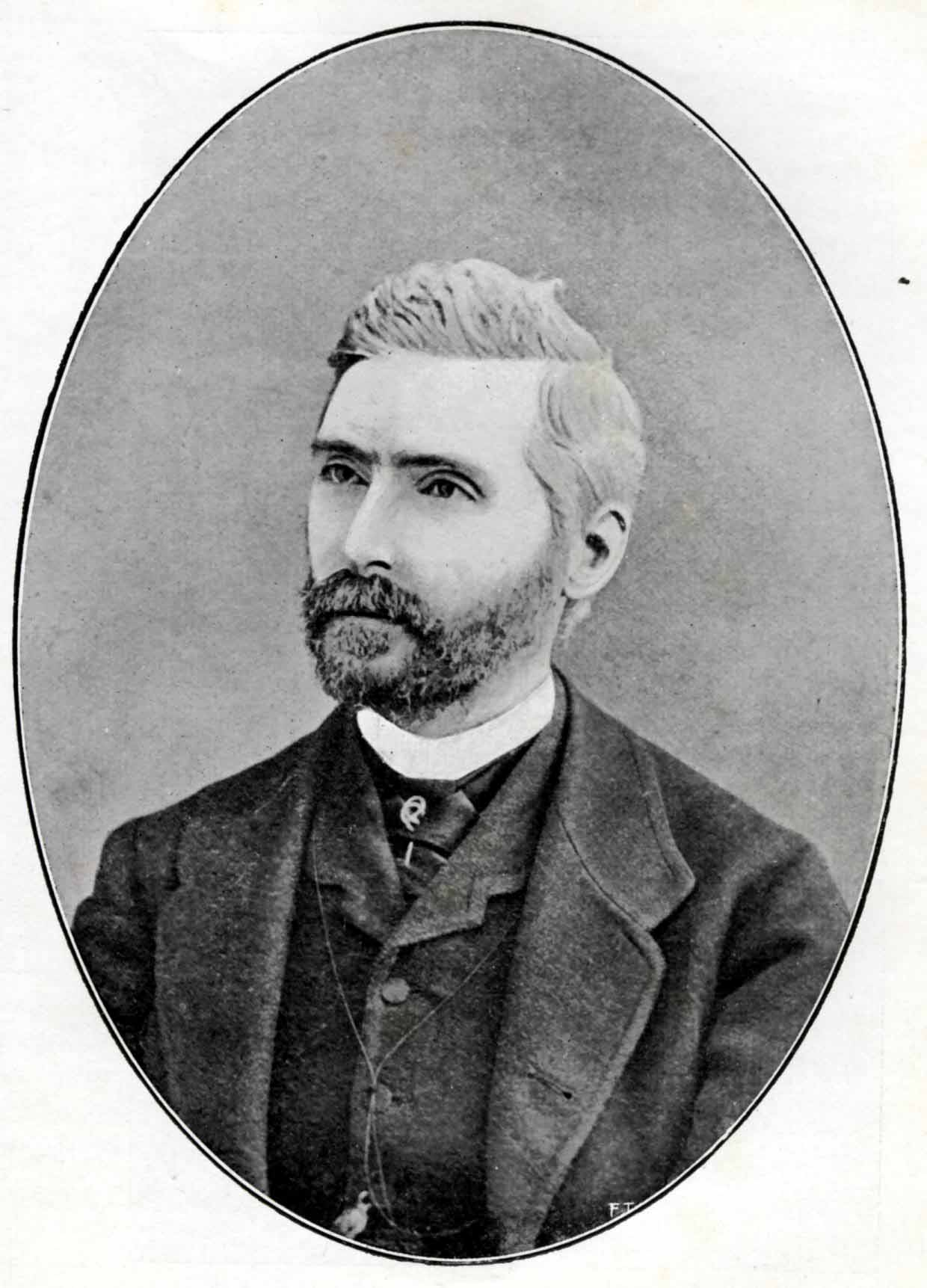
Carlo Tenca

D'altra parte, Andrea non era fatto per il matrimonio. Sono note le facezie con cui lo abbordava, asserendo che la decisione di sposarsi richiedeva una riflessione tanto approfondita da doverci pensare tutta la vita. Poi, in riferimento alla piccola statura di Clara, affermò: «Quando si prende moglie, bisogna prenderne il meno possibile». Ancora, all'amico Antonio Gazzoletti sconsigliava il matrimonio, e quando questi decise di seguire il consiglio Maffei tirò un sospiro di sollievo; «il matrimonio», disse, « [...] quando non è felice è l'inferno anticipato».
L'incontro con Carlo Tenca, affascinante patriota introdotto nel salotto da Gottardo Calvi all'inizio del 1844, suscitò nella contessa sentimenti profondi che, pur celati il più possibile in società, dovettero convincerla che il suo matrimonio non aveva più senso. In quella stessa estate Tenca fu accolto nella villa di Clusone, dove la contessa trascorreva le estati con gli amici più intimi, e pochi mesi dopo rivelava in una lettera sentimenti appassionati che, si intuisce, avevano fatto breccia nel cuore della pur discretissima Clara.
Fu così che la coppia Maffei si separò consensualmente il 15 giugno 1846; testimoni dell'atto furono Giulio Carcano e Giuseppe Verdi, affettuosamente vicini sia a Clara che ad Andrea. Clara avrà poi con Tenca una lunga e duratura relazione.
Consumata la separazione, la contessa cercò ristoro nell'abituale villeggiatura clusonese, ma si trovò di fronte a un ambiente chiuso e ostile che mal giudicava il divorzio della donna. A settembre Clara lasciò quindi la villa e accettò l'ospitalità dell'amica Saulina Barbavara a Soncino.

### Il ruolo di Clara e del salotto nel Risorgimento

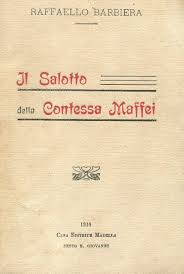
Il Salotto della Contessa Maffei di Raffaello Barbiera, Edizioni Madella

Tornata in città, trovò casa al primo piano del numero 46 della corsia dei Giardini (oggi via Manzoni). Clara temeva che il divorzio potesse avere un effetto negativo sul salotto, ma la verità è che il momento di massimo splendore doveva ancora venire. In un clima cittadino via via più infuocato, l'elezione al soglio pontificio di Pio IX - che aveva benedetto l'Italia - e l'avvento di Carlo Bartolomeo Romilli al seggio episcopale (al posto del tedesco Karl Kajetan von Gaisruck) avevano rafforzato le speranze e il coraggio dei patrioti, tanto che il 4 settembre 1847 si presentarono in massa davanti al palazzo dell'Arcivescovado inneggiando al pontefice e scatenando un parapiglia che provocò un morto e dieci feriti.
Non era che l'inizio: il fisico Giovanni Cantoni propose di fare uno sciopero del fumo (che costituiva, assieme al gioco del lotto, un importante introito per gli austriaci) e la popolazione lo mise in pratica. Il 3 gennaio 1848 alcuni soldati austriaci furono fatti ubriacare e mandati provocatoriamente in strada col sigaro in bocca. Ci fu quindi un altro scontro con la popolazione locale, e questa volta morirono in sette. Gli arresti che seguirono colpirono anche un ospite del salotto, Manfredo Camperio, che fu deportato a Linz. Clara si riunì assieme ad altre dame nel palazzo Borromeo, dove fu raccolta una colletta che esse personalmente distribuirono andando a bussare alle porte delle famiglie coinvolte.
A casa Maffei intanto discutevano sulle loro divergenti opinioni Cesare Correnti e Carlo Cattaneo, finché vennero le Cinque giornate di Milano, in cui Manfredo Camperio, ricondotto a Milano pochi giorni innanzi, fu liberato, e Josef Radetzky fu costretto il 22 marzo alla «decisione più tremenda della mia vita», abbandonando assieme alle truppe la città. Clara non era rimasta inerte, visitando gli ospedali e dando conforto materiale (le dame dell'aristocrazia fabbricavano bende con la biancheria di casa) e morale ai feriti, raccogliendo fondi insieme alle altre nobildonne.
Il ruolo del salotto era ormai esclusivamente politico: d'altra parte molti dei suoi frequentatori avevano preso parte attiva ai combattimenti. Fra questi figuravano i fratelli Emilio ed Enrico Dandolo, Carlo De Cristoforis ed Emilio Morosini, per citare i più noti.
Cesare Giulini, Cesare Correnti e Anselmo Guerrieri Gonzaga erano entrati nel governo provvisorio, e la sera continuavano in casa della contessa il dibattito intrattenuto in consiglio durante il giorno, essendo il primo un sostenitore della parte monarchica, e gli altri due - al pari di Clara - filomazziniani.

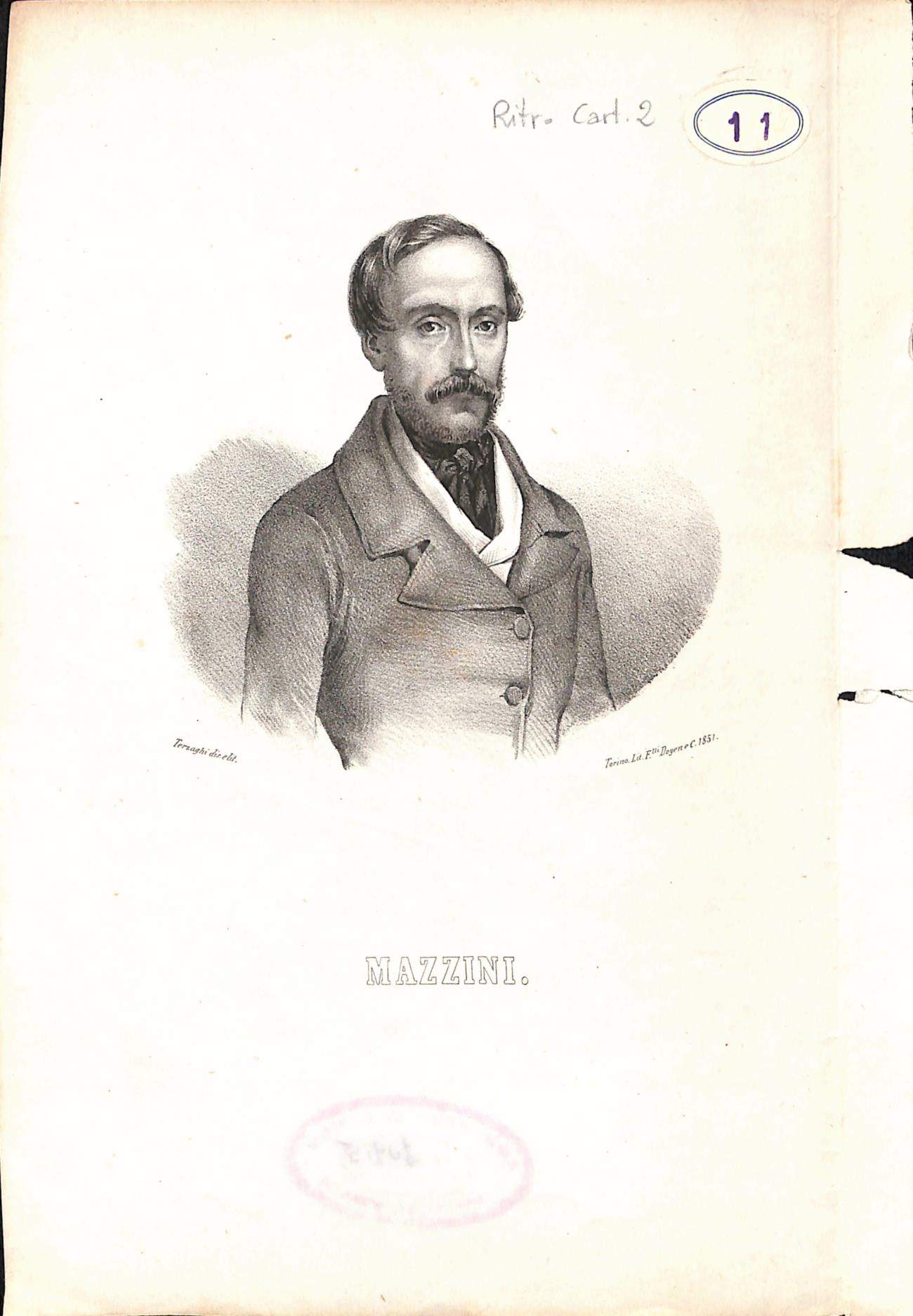
Giuseppe Mazzini

Intanto Radetzky tornò in città, usando il pugno duro verso i responsabili delle barricate. Molti nobili e amici della Maffei scapparono in Svizzera, in prevalenza a Lugano. Carlo Tenca, la cui relazione con Clara continuava pur senza essere resa "ufficiale", aveva partecipato attivamente agli eventi, ed era incorso nei sospetti degli austriaci. Stimò quindi prudente lasciare Milano e raggiungere Locarno. La contessa non correva invece alcun rischio, ma decise di accompagnarlo nella fuga, facendosi accompagnare dalla madre di Tenca in modo da non cadere nella rete dei pettegolezzi.
Giuseppe Mazzini era a Lugano, circondato da un alone mitico che ne faceva un idolo per «pressoché tutti gli emigrati di Lugano». Clara lo volle incontrare, ma rimase delusa. Lo aveva idealizzato, e l'impatto con la realtà non poté che risultare spiacevole.
Riguadagnata la città meneghina, nel 1850 la Maffei si trasferì in via Bigli, al numero 21, nei pressi di via Andegari, dove abitava Tenca, che nel frattempo aveva fondato «Il Crepuscolo», giornale che tanta parte avrà nel decennio successivo per divulgare il verbo risorgimentale presso i ceti più umili.
Fu tempo di nuovi ingressi nel salotto e nuove conoscenze per la contessa. Giovanni ed Emilio Visconti Venosta diventarono ospiti pressoché quotidiani, insieme ai patrioti più attivi negli anni a venire, da Tullo Massarani ad Antonio Lazzati, da Giacomo Battaglia all'ingegner Emilio Bignami fino ad Antonio Allievi. A essi si univano i consueti frequentatori e coloro che passavano a far visita a Clara non appena erano a Milano: Verdi, Giuseppe Finzi, Giuseppe Zanardelli.
Molti di loro collaborarono a «Il Crepuscolo», che era uscito per la prima volta il 6 gennaio 1850. La sera venivano in via Bigli anche le amiche più care come Saulina Barbavara e Giulietta Pezzi. Nella nuova casa il conte Giulini riuscì a poco a poco a convincere i suoi avversari della necessità di riporre le speranze nel Piemonte, e la stessa Maffei cominciò a schierarsi a favore dei Savoia, abbandonando la propria posizione di radicale sostenitrice del fondatore della Giovine Italia.
L'incontro con Giovanni Visconti Venosta, in particolare, è importante per vari motivi. Presentato dal fratello Emilio e accolto da Clara con la consueta affabilità, instaurò con la contessa una duratura amicizia e le dovrà, anni dopo, parte del merito per la rocambolesca fuga dai territori austriaci. I Ricordi di gioventù, scritti dal Venosta sul finire della propria vita, costituiscono inoltre una fonte di prima mano, ricca in attendibilità e dettagli, della storia del salotto nel decennio:
«A quel tempo, e fino al 1859, la società di casa Maffei si componeva di pochi, ai quali si potrebbe applicare il notissimo pochi ma buoni: tutti amici intimi e tutti patriotti, d'animo alto e vigoroso». Dal racconto di Visconti Venosta si apprende il nome dei frequentatori quotidiani del salotto. Oltre ai personaggi già menzionati, si citano anche Giulini, Correnti, Giovanni e Carlo D'Adda, Innocente Decio, Antonio Gussalli, il dottor Bartolomeo Garavaglia e altri ancora.
Anche la descrizione fisica e morale della donna viene delineata con precisione: «Era una donnina piccola, piacente più che bella, elegante, di maniere distinte e gentilissime; parlava bene, ogni suo discorso era improntato a un patriottismo ardentissimo, e si affezionava ai suoi amici e alle sue amiche tanto profondamente e imparzialmente da farci dire ch'essa aveva una spiccata predilezione [...] per tutti».

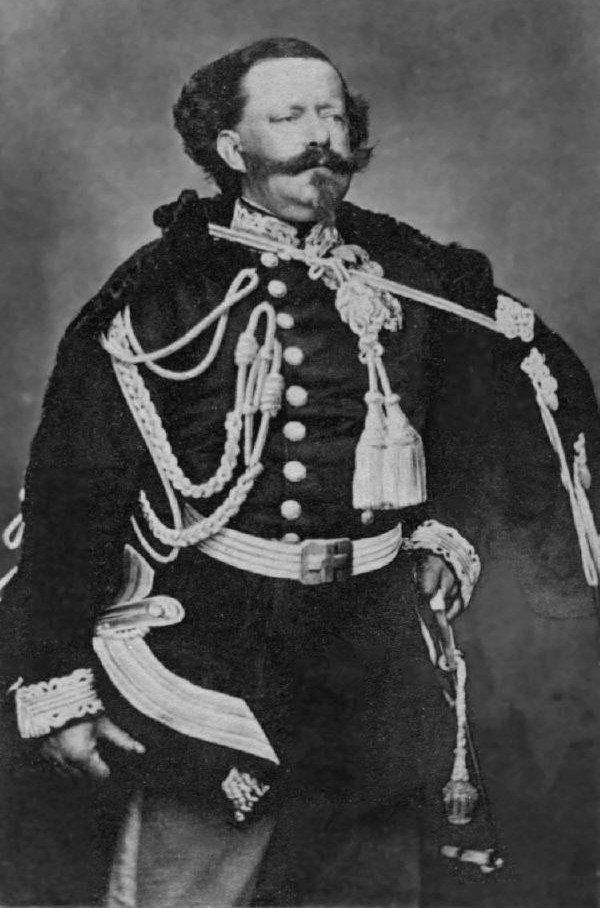
Vittorio Emanuele II

Alla fine dell'anno Clara dovette rivedere Andrea Maffei in tribunale per concludere il processo di separazione. Anche in questa circostanza emerse come i due si volessero ancora bene e si lasciassero senza rancori. Con qualche rimpianto Andrea si stabilì a Riva del Garda.
Tra speranze e delusioni il sentimento nazionale continuava a crescere, il salotto si animava con dibattiti accesi e pieni di fiducia, mentre la contessa, ormai ufficialmente legata a Tenca, si allontanava sempre più dalle posizioni mazziniane per divenire una sostenitrice del Re Galantuomo. Il corso degli eventi procedeva spedito, fino ad arrivare al culmine con le vittorie del 1859.
Molti dei frequentatori di casa Maffei si erano nel frattempo messi in salvo a Torino, alcuni anche con fughe rocambolesche, come Giovanni Visconti Venosta. Quest'ultimo si trovava in casa quando gli austriaci arrivarono con l'intento di catturare il fratello Emilio (il quale aveva nel frattempo lasciato la città), ma riuscì a dileguarsi da una porta secondaria e fu accolto nella casa della Maffei, che provvide - con l'aiuto della contessa Laura D'Adda Salvaterra (vedova Scaccabarozzi), poi moglie di Giovanni - a dotarlo di denaro e chiese l'intervento di Tenca, che lo accompagnò fuori dalla città.
Le morti di Emilio Dandolo, Giacomo Battaglia e Carlo De Cristoforis addolorarono Clara, la quale comunque non smise di battersi per la causa della patria. A livello militare arrivarono importanti successi, grazie all'aiuto della Francia. Nella notte tra il 4 e il 5 giugno gli Austriaci furono costretti ad abbandonare la città, e l'8 giugno Vittorio Emanuele II e Napoleone III entrarono a Milano nel tripudio generale. I molti feriti italiani e francesi furono accolti nelle varie case dell'aristocrazia, mentre da Clara, in omaggio all'alleato, si decise di tenere la conversazione in francese e intonare La Marsigliese per ringraziare gli ufficiali francesi, spesso ospiti, in quei giorni, del palazzo di via Bigli.
L'imperatore transalpino volle ringraziare la Maffei per il ruolo svolto dal salotto: tramite il conte Francesco Arese Lucini le fece pervenire una sua fotografia autografa, subito orgogliosamente esposta vicino alla poltrona nella quale Clara soleva sedere.
Nel 1868, grazie all'intercessione di Clara, Giuseppe Verdi riuscì a incontrare Alessandro Manzoni. Nel 1869 la contessa si recò a Firenze per assistere Andrea Maffei, gravemente malato. Da allora, e per tutti gli anni seguenti, le relazioni tra i due ex coniugi tornarono affettuosamente costanti. La contessa morì di meningite nel 1886. Fu tumulata nel cimitero Monumentale di Milano.

## Riconoscimenti
Nel 2015 il Comune di Milano ha deciso che il suo nome venga iscritto nel Pantheon di Milano, all'interno del Cimitero Monumentale.